# Hajdúhadház
Hajdúhadház es una ciudad húngara, capital del distrito homónimo en el condado de Hajdú-Bihar, con una población en 2012 de 12 458 habitantes.
Se conoce su existencia desde 1312. Adquirió estatus urbano en 1991, tras un intento fallido de unión con la vecina localidad de Téglás.
Se ubica unos 10 km al norte de Debrecen.